# Jewell County
Jewell County är ett administrativt område i delstaten Kansas, USA. År 2010 hade countyt 3 077 invånare. Den administrativa huvudorten (county seat) är Mankato.

## Geografi
Enligt United States Census Bureau har countyt en total area på 2 368 km². 2 355 km² av den arean är land och 14 km² är vatten.

### Angränsande countyn
- Nuckolls County, Nebraska - nordost
- Republic County - öst
- Cloud County - sydost
- Mitchell County - syd
- Osborne County - sydväst
- Smith County - väst
- Webster County, Nebraska - nordväst

### Orter
- Burr Oak
- Esbon
- Formoso
- Jewell
- Mankato (huvudort)
- Randall
- Webber